# I’m in Love with the Villainess
I'm in Love with the Villainess (яп. 私の推しは悪役令嬢。 Ватаси но оси ва акуяку рэйдзё:, «Я влюблена в злодейку.») — ранобэ, написанное Инори и проиллюстрированное Ханагатой. Изначально публиковалась с января 2018 по февраль 2021 года на сайте публикации ранобэ Shosetsuka ni Naro. После эта серия ранобэ была приобретена издательством Aichu Publishing, которое опубликовало первый том в цифровом виде в феврале 2019 года под своим брендом GL Bunko. Адаптация книг в формат манги художника Аносимо публикается в журнале Comic Yuri Hime издательства Ichijinsha с 18 июня 2020 года, на май 2023 года она собрана в пять танкобонов. Обе серии лицензированы в Северной Америке компанией Seven Seas Entertainment. Выпуск аниме-адаптации книг студии Platinum Vision запланирован на 2023 год.

## Сюжет
Когда офисная работница Рэй Охаси перерождается в главную героиню своего любимого симулятора свиданий, Рэй Тейлор, это прекрасная для неё возможность сделать то, о чём она всегда мечтала, — соблазнить злодейку! В прошлой жизни Рэй не интересовалась романтическими линиями с принцами, которых могла предложить игра. Она отдаёт свое сердце Клэр Франсуа, главной её антагонистке. Вооружившись своими обширными знаниями об игре и безграничной любовью к Клэр, сможет ли Рэй, наконец, завоевать злодейку своей мечты и вывести Клэр на счастливый конец, прежде чем грядущая революция уничтожит все шансы на то, что это произойдет?

## Персонажи
Рей Тейлор (яп. レイ＝テイラー Рэй Тэйра:)/Рэй Охаси (яп. 大橋零 Оохаси Рэй) — обычная офисная работница, после смерти от переутомления оказавшаяся в роли главной героини своей любимой отомэ-игры «Революция». В этом мире её зовут Рей Тейлор, и она простолюдинка, принятая в королевскую академию. Самая успевающая новенькая ученица. Рэй обладает глубокими познаниями о мире игры и двумя из четырёх стихий со сверхвысокими способностями, что даёт ей наивысший магический ранг. Не боится общаться с членами королевской семьи, посещающими академию, но без устали отвергает ухаживания принцев.

Возраст 15 лет. Рост 162 см. Вес 52 кг.
Сэйю: Ю Сэридзава
Клэр Франсуа (яп. クレア＝フランソワ Курэа Фурансова) — старшая дочь Доула Франсуа, министра финансов Королевства Бауэр. Она высокомерная дворянка, которую сильно возмущает тот факт, что она будет посещать занятия вместе с Рей. Клэр обладает сверхвысокой склонностью к огненной магии. Безуспешно пытается расположить к себе второго принца, Сейна Бауэра.
Сэйю: Карин Нанами
Род Бауэр (яп. ロッド＝バウワー Роддо Баува:) — старший наследник монаршей семьи королевства Бауэр и первый в очереди на трон. Он энергичный молодой человек, который начинает интересоваться Рей, к большому её разочарованию. Род — одна из самых популярных целей для захвата в игре.
Сейн Бауэр (яп. セイン＝バウワー Сэйн Баува:) — второй наследник монаршей семьи королевства Бауэр. Сейн ведет себя сдержанно и комплексует из-за того, что уступает в способностях братьям. Сейна считают наименее популярной целью захвата в игре.
Ю Бауэр (яп. ユー＝バウワー Ю: Баува:) — третий наследник монаршей семьи королевства Бауэр. Харизматичный и привлекательный принц, который скрывает свою хитрость обаянием. Ю — второй по популярности для захвата в игре.
Миша Юр (яп. ミシャ＝ユール Мися Ю:ру) — соседка по комнате и лучшая подруга Рей. Её семья когда-то была дворянской, но они стали простолюдинами после того, как впали в упадок и обанкротились. Когда разум Рей заменился разумом Рэй, она почти поняла, что Рей больше не её прежняя подруга, но пришла к выводу, что та просто помутилась рассудком.

## Медиа

### Ранобэ
Пять томов  ранобэ были официально опубликованы в цифровом виде издательством Aisha Publishing под импринтом GL Bunko с 26 февраля 2019 по 26 августа 2021 года. Эта серия отличалась обложкой и дополнительными иллюстрациями Ханагаты. В 2021 году Ichijinsha объявила, что начнет публиковать ранобэ в мягкой обложке, а первый том выйдет 18 декабря 2021 года под импринтом Ichijinsha Novels. В апреле 2020 года Seven Seas Entertainment объявила о лицензировании ранобэ в Северной Америке, а уже 19 марта 2021 года — о выпуске новой редакции первого тома из-за решения восстановить несколько абзацев, опущенных в первом издании.
| No. | Оригинальное издание                                                          | Оригинальный ISBN | Издание на английском                                                         | Английский ISBN   |
| --- | ----------------------------------------------------------------------------- | ----------------- | ----------------------------------------------------------------------------- | ----------------- |
| 1   | 26 февраля 2019 г. (в цифровом формате) 18 декабря 2021 г. (в мягкой обложке) | 978-4-75-802319-1 | 24 сентября 2020 г. (в цифровом формате) 10 ноября 2020 г. (в мягкой обложке) | 978-1-64505-863-2 |
| 2   | 26 августа 2019 г. (в цифровом формате) 17 июня 2022 г. (в мягкой обложке)    | 978-4-75-802415-0 | 7 января 2021 г. (в цифровом формате) 23 февраля 2021 г. (в мягкой обложке)   | 978-1-64505-953-0 |
| 3   | 26 августа 2020 г. (в цифровом формате) 16 декабря 2022 г. (в мягкой обложке) | 978-4-75-802473-0 | 3 июня 2021 г. (в цифровом формате) 6 июля 2021 г. (в мягкой обложке)         | 978-1-64827-557-9 |
| 4   | 26 февраля 2021 г. (в цифровом формате)                                       | —                 | 8 февраля 2022 г. (в мягкой обложке)                                          | 978-1-63858-111-6 |
| 5   | 26 августа 2021 г. (в цифровом формате)                                       | —                 | 6 сентября 2022 г. (в мягкой обложке)                                         | 978-1-63858-646-3 |

#### Спин-офф
She’s so Cheeky for a Commoner! («Она такая дерзкая для простолюдинки!») — это пересказ истории от лица Клэр Франсуа, выходящий на сайте Shousetsuka ni Narou с 25 мая 2021 года. Издательство Aichu Publishing опубликовало первый том ранобэ в цифровом формате под своим брендом GL Bunko 28 февраля 2022 года, а Ханагата вновь иллюстрировал обложку и текст. На выставке Anime Expo 2022 Seven Seas Entertainment объявили и лицензировании спин-оффа для публикации на английском языке.
| No. | Оригинальное издание                    | Оригинальный ISBN | Издание на английском                                                | Английский ISBN   |
| --- | --------------------------------------- | ----------------- | -------------------------------------------------------------------- | ----------------- |
| 1   | 28 февраля 2022 г. (в цифровом формате) | —                 | 12 января (в цифровом формате) 28 февраля 2023 г. (в мягкой обложке) | 978-1-68579-697-6 |
| 2   | 20 декабря 2022 г. (в цифровом формате) | —                 | —                                                                    | —                 |

### Манга
Адаптация произведения в формат манги произведена Аносимо. Сериализация началась в журнале Comic Yuri Hime издательства Ichijinsha 18 июня 2020 года. В феврале 2021 года Seven Seas Entertainment объявила, что также лицензировало манга-адаптацию.
| No. | Оригинальное издание | Оригинальный ISBN | Издание на английском                                                        | Английский ISBN   |
| --- | -------------------- | ----------------- | ---------------------------------------------------------------------------- | ----------------- |
| 1   | 18 декабря 2020 г.   | 978-4758021937    | 25 марта 2021 г. (в цифровом формате) 27 июля 2021 г. (в мягкой обложке)     | 978-1-64827-800-6 |
| 2   | 17 июня 2021 г.      | 978-4758022637    | 23 декабря 2021 г. (в цифровом формате) 1 февраля 2022 г. (в мягкой обложке) | 978-1-64827-945-4 |
| 3   | 18 декабря 2021 г.   | 978-4758023184    | 28 июля 2022 г. (в цифровом формате) 27 сентября 2022 г. (в мягкой обложке)  | 978-1-63858-639-5 |
| 4   | 17 июня 2022 г.      | 978-4758024334    | 12 января 2023 г. (в цифровом формате) 31 января 2023 г. (в мягкой обложке)  | 978-1-63858-894-8 |
| 5   | 16 декабря 2022 г.   | 978-4758024792    | 24 октября 2023 г. (в мягкой обложке)                                        | 979-8-88843-019-4 |
| 6   | 17 мая 2023 г.       | 978-4758025409    | —                                                                            | —                 |

### Аниме
Адаптация произведения в формат аниме была анонсирована 13 декабря 2022 года. Оно снято на студии Platinum Vision режиссёром Хидэаки Обой, сценарием занимался Аюму Хисао, дизайном персонажей — Ёко Сато, а композиторами стали Нориюки Асакура и Усаги то Ума. Премьера сериала состоялась в 2023 году с 3 октября по 19 декабря на Tokyo MX и ряде других каналов. За пределами стран Дальней Азии аниме лицензировано Crunchyroll.

## Приём
В руководстве Anime News Network по ранобэ осени 2020 года произведение было в целом воспринято положительно, хотя и не настолько хорошо, как прочие произведения в жанре юри, выходящие одновременно с ним. Однако Ребеккой Сильверман было отмечено, что «если к Рей и Клэр поначалу и трудно проникнуться симпатией, то примерно к середине сюжета они проходят через достаточно критичные изменения, чтобы за ними было намного приятнее наблюдать».
Другие обзорщики восприняли сериал более благосклонно. Эрика Фридман, основательница Yuricon, присудила первому тому ранобэ общую оценку в девять баллов. Фридман также похвалила сериал за откровенное обсуждение ЛГБТ-идентичности, написав: «И затем начинается сцена, когда Миша, лучшая подруга Рей, соседка по комнате и соперница, поворачивается к Рей и спрашивает: „Ты лесбиянка?“, — и персонажи откровенно обсуждают свою сексуальность». Ники Бауман отметила, что открытый акцент книг на ЛГБТ-тематике нетипичен для жанра юри, и предположила, что это может сигнализировать об изменении тем и историй юри.
В марте 2021 года «Я влюблена в злодейку» заняла 5-е место в ежегодном рейтинге AnimeJapan «Манга, экранизацию которой мы хотим видеть». Манга была номинирована в категории «Лучшая печатная манга» на Next Manga Award в 2021 (где заняла 17-е место из 50) и 2022 годах (8-е место).